# لامبورگینی جالپا
لامبورگینی جالپا (Lamborghini Jalpa) (تلفظ اسپانیایی: [ˈxalpa]؛ خالپا) خودرویی است که توسط لامبورگینی در سال‌های ۱۹۸۱ تا ۱۹۸۸ تولید شده‌است. 
این خودرو در کلاس خودرو اسپورت قرار گرفته، طراحی آن موتور وسط و توزیع نیروی پیشران بوده است. 
موتور آن ۳۴۸۵ سی‌سی سیستم جعبه‌دندهٔ آن ۵ دنده به صورت دستی است.